# Kloster St. Georg (Ingolstadt)
Das Kloster St. Georg ist ein ehemaliges Kloster der Ursulinen in Ingolstadt in Bayern in der Diözese Eichstätt. Es wurde 1750 durch das Neuburger Ursulinenkloster gegründet; es wurde 1810 im Zuge der Säkularisation aufgelöst. Die Kirche wurde profaniert. Das frühere Klostergebäude der Ursulinen, das bereits um 1600 für die Fugger erbaute Kaisheimer Haus in der Harderstraße, ist heute ein Dienstgebäude des Amtsgerichts Ingolstadt.